# ليونايدس في معركة ثرموبيلاي (لوحة)
ليونايدس في معركة ثرموبيلاي (بالفرنسية: Léonidas aux Thermopyles) هي لوحة زيتية بريشة الفنان الفرنسي جاك لويس ديفيد. العمل يصور الملك الأسبرطي ليونيداس في معركة ثيرموبيلاي. أكمل ديفيد العمل الضخم (3.95 م × 5.31 م) بعد 15 عامًا من بدئه ، بحيث عمل عليه من 1799 إلى 1803 ومرة أخرى في 1813-1814.  تم شراء أللوحة ، جنبًا إلى جنب مع لوحة تدخل نساء سابين ، في نوفمبر 1819 مقابل 100 ألف فرنك من قبل ملك فرنسا لويس الثامن عشر. تعاون تلميذ ديفيد جورج روجيت في العمل على أللوحة كذلك. العمل معلق حاليًا في متحف اللوفر في باريس ، فرنسا.

## خلفية
المشهد المسرحي المزدحم الذي يصوره ديفيد يحدث في زمن الحرب ، على ما يبدو في اليونان القديمة من المعبد اليوناني والجبال المعتدلة في الخلفية. المكان هو الممر الجبلي الذي كانت معركة ثيرموبيلاي على وشك أن تندلع فيه ، في عام 480 قبل الميلاد. تم اختيار ثيرموبيلاي موقعا مثاليا لشن عملية عسكرية دفاعية في ضوء مروره الضيق عبر الجغرافيا الجبلية. ساعد هذا ألامر الإغريق على اتخاذ موقف أفضل ضد جيش الفرس المتفوق عدديًا ، الذين كان يغزو اليونان.  الملك ليونيداس ، القائد المتقشف ، «أخر غزو داريوس الأول والفرس. بالتضحية بنفسه وبرجاله لمنح الإغريق الوقت الذي يحتاجون إليه لتنظيم مقاومة منتصرة في نهاية المطاف» على المدى الطويل.  كان هذا العمل الشجاع والتضحية من قبل الملك ليونيداس وجنوده البالغ عددهم ثلاثمائة مصدر إلهام لديفيد عندما شنت فرنسا حملاتها الخاصة ضد القوى الأوروبية المنافسة التي أرادت استعادة النظام الفرنسي القديم قبل الثورة. في 1813 ، عندما انتهى من الرسم ، كانت القوى الأوروبية المتحالفة ضد الإمبراطورية الفرنسية الأولى تغزو فرنسا للإطاحة بالإمبراطور نابليون بونابرت ، فوجد ديفيد مرة أخرى الإلهام في قصة ليونيداس في معركة ثيرموبيلاي. 

## ألأسلوب

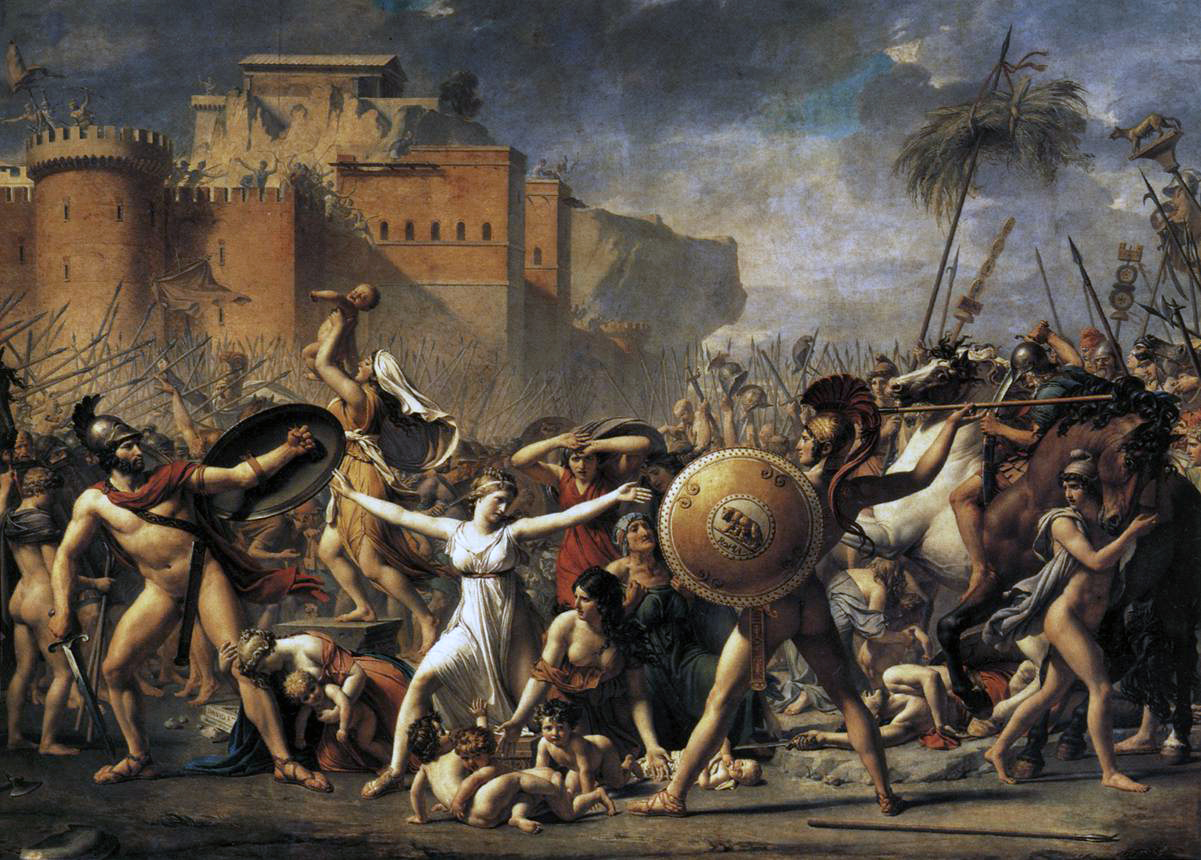
تدخل نساء سابين بريشة جاك لويس ديفيد 1799 ، اللوفر ، باريس.

عندما شاهد نابليون بونابرت معرض لوحات ديفيد الأخيرة في عام 1799 ، «انتقد قلة الحركة والأوضاع الثابتة للمحاربين في لوحة تدخل نساء سابين». أجبر هذا النقد الذي قام به أحد أبطال ديفيد على إعادة النظر في المثل الكلاسيكية التي ألهمته (والأكاديمية الفرنسية للنحت). تحترم التحفة المُعاد صياغتها المُثُل الكلاسيكية للفضيلة والجمال الذكوريين في تصويرها للمحاربين اليونانيين التاريخيين لإعطاء انطباع عن الشجاعة البطولية. 

## الرسوم الاولية
رسم ديفيد العديد من الرسومات قبل تنفيذ الرسم الزيتي النهائي على قماش الكانفاس. الرسم الذي يعود تاريخه إلى عام 1814 عبارة عن دراسة تركيبية تم الانتهاء منها في جزأين منفصلين ، تاركة النتيجة النهائية متقطعة إلى حد ما ومرهقة.  هناك بعض الاختلافات بين هذه الدراسة التركيبية واللوحة النهائية ، أحدها هو عرض أكثر اكتمالاً للخلفية التي نتجت عن إزالة الأشجار والفروع من الرسم السابق.  كذلك تم تضمين شخصيات كلاسيكية من الذكور من بداية رسومات ديفيد. 

رسومات اولية بواسطة جاك لويس ديفيد
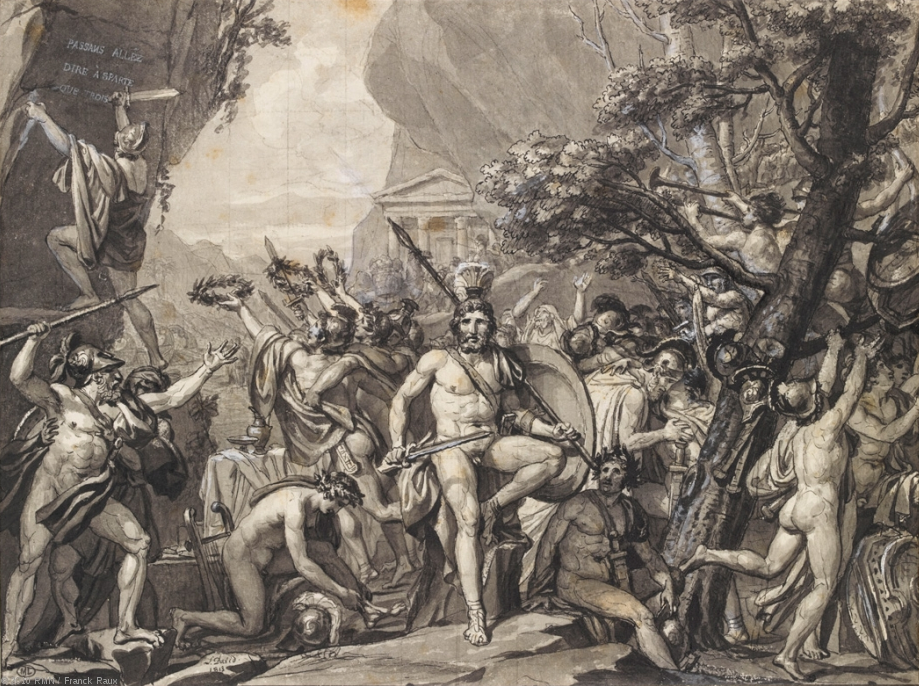
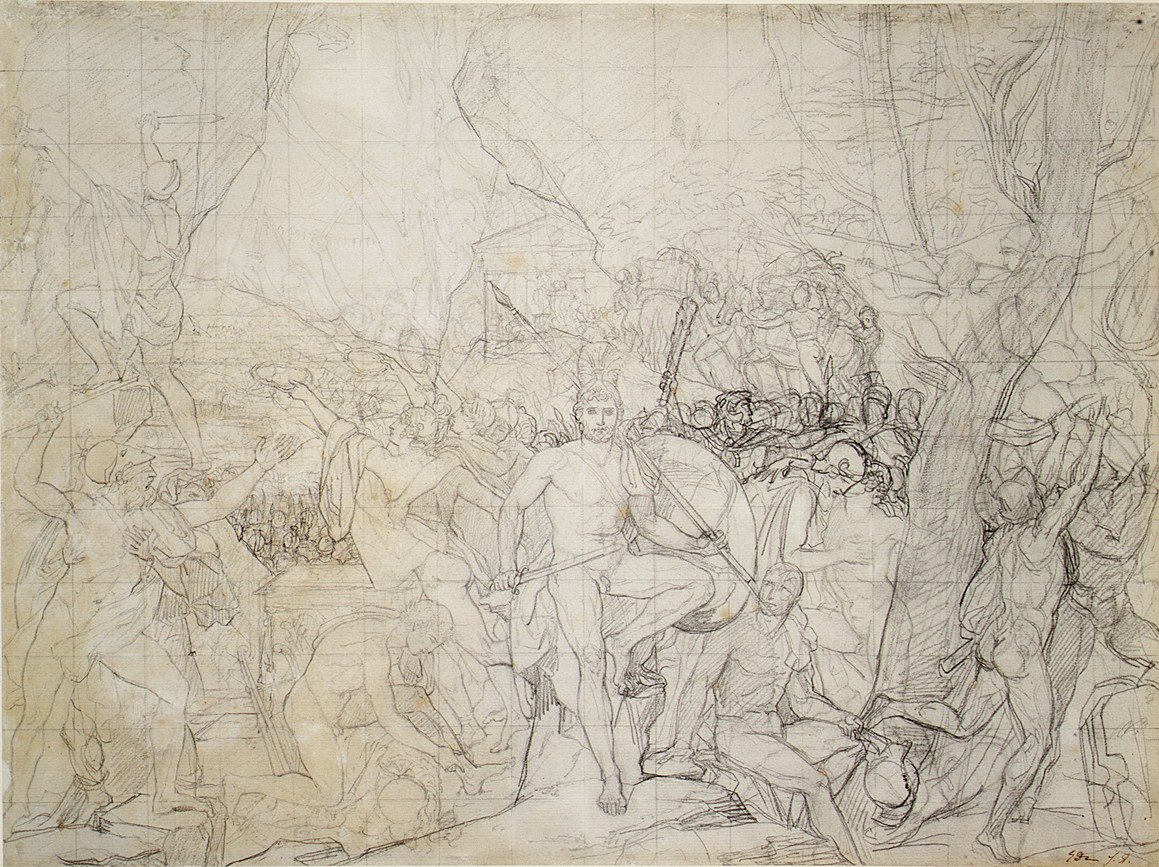
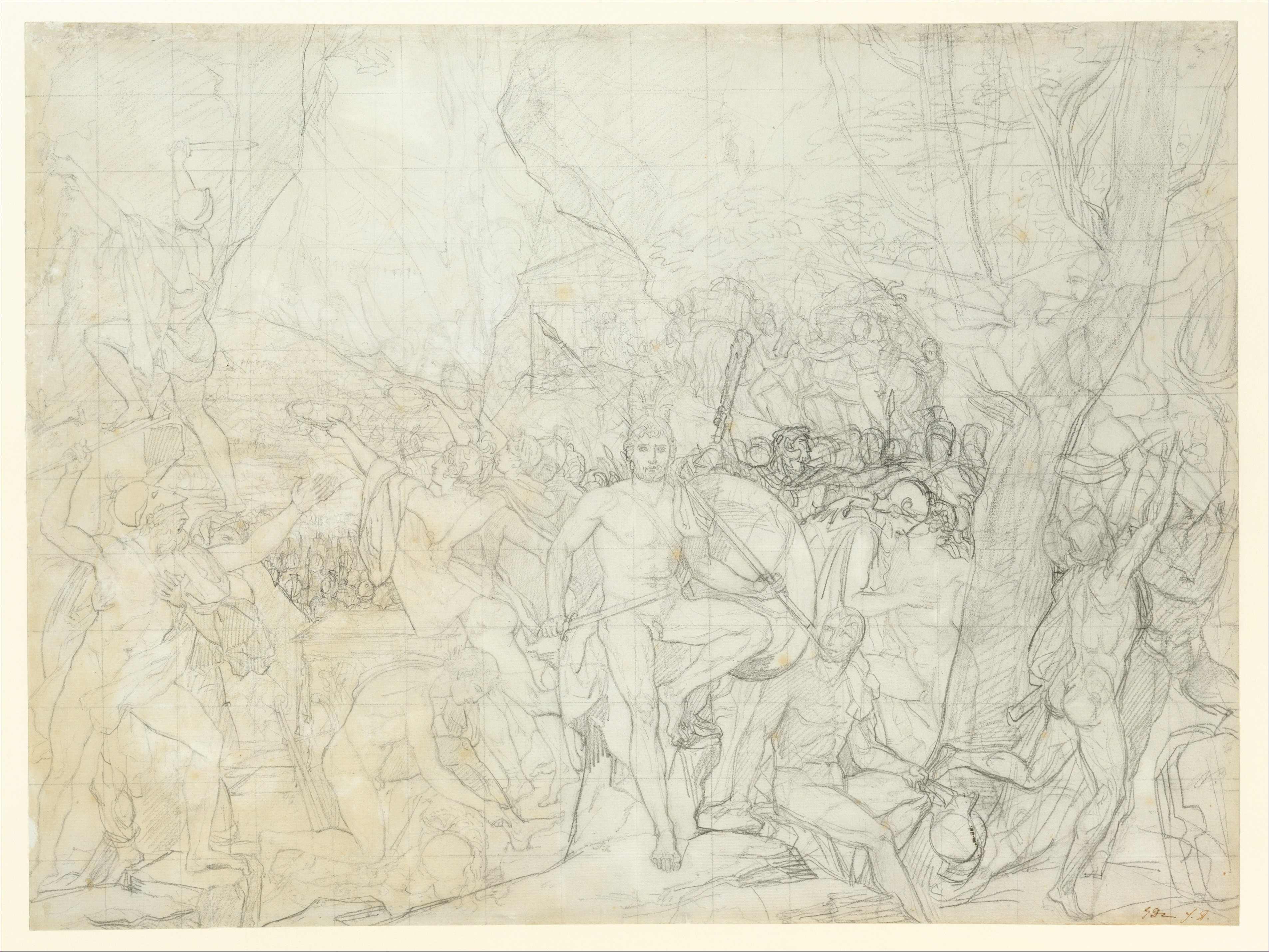
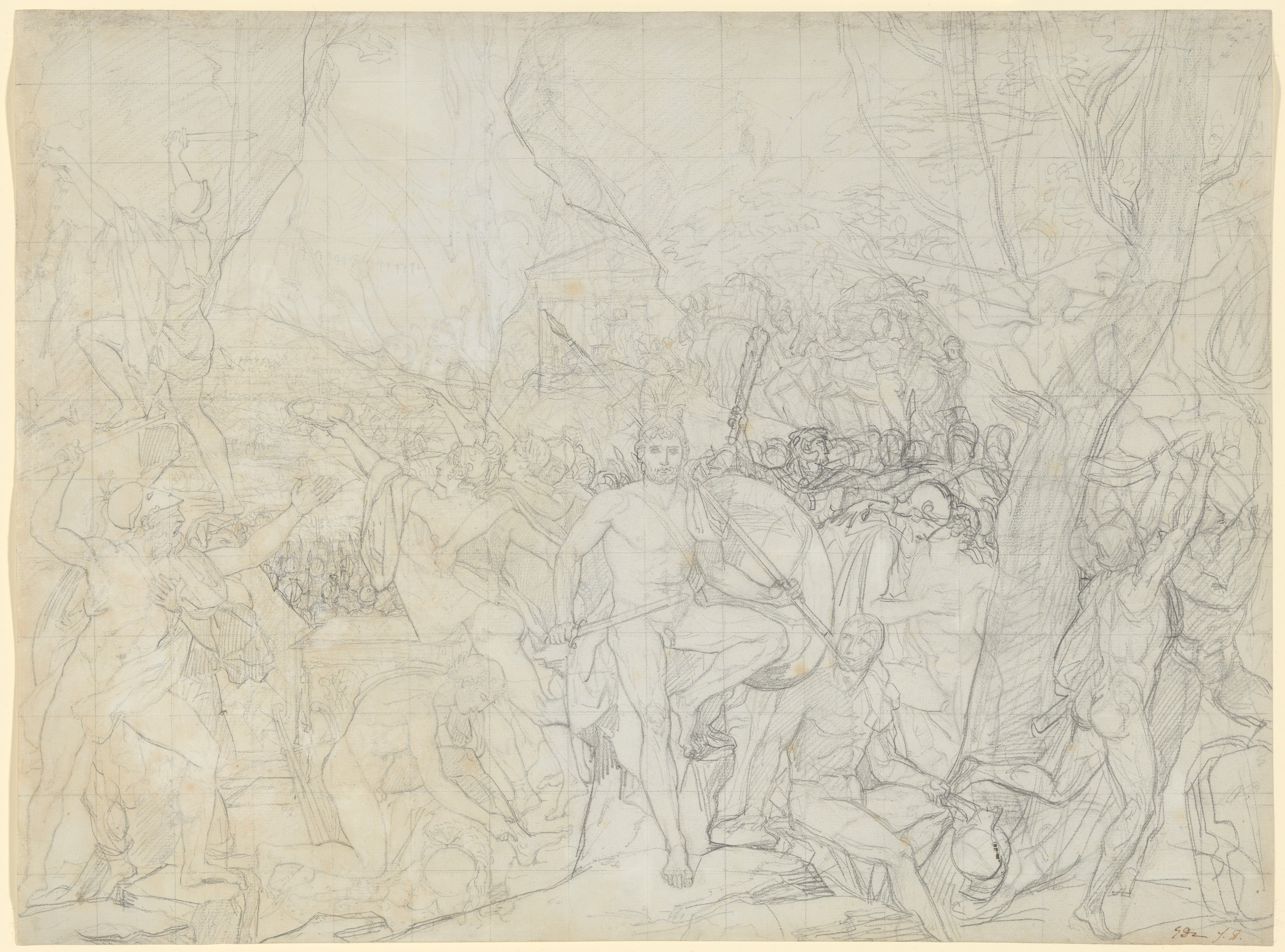

## التكوين
في لوحة ليونايدس في معركة ثرموبيلاي ، من الواضح أن الحرب أعمق من مجرد الشخصيات الرئيسية في المقدمة ، مع وجود مئات المحاربين الآخرين في المعركة أيضًا. في المقدمة نرى أن الفوضى قد اندلعت والجيش يبدو وكأنه في حالة من الفوضى ، بينما يظل قائد الجيش هادئًا مع تقدم الحرب من حوله. الرجل المشدد في الوسط ، على الأرجح ليونيداس ، يلفت انتباه المشاهدين إليه على الفور. لا يقتصر الأمر على ليونيداس الذي يغمره الضوء من أي من الأشكال المظللة جزئيًا في اللوحة ، بل لديه أيضًا الوضع الأكثر ثباتًا بينما يكون الجميع تقريبًا في حالة حركة. في هذه الصورة الموجزة لإلقاء نظرة خاطفة على معركة هوجاء ، يأخذ لحظة للتفكير في الحرب. بينما هو قائد جيشه ، لا يستطيع ليونيداس القيام بذلك بمفرده ؛ ترفع عيناه نحو السماء ، وكأنه ينظر إلى الله ويطلب المساعدة. تعابير وجهه تأمل وشبه هزيمة كأنه يعرف مصيره ومصير جيشه في هذه المعركة.
على النقيض من الرجل الساكن الآخر الوحيد على يمين القائد ، يظهر أنه على الرغم من أن شخصية ليونيداس ثابتة ، فإن وضعية وقوفه تحدده على أنه الملك. تتطلع الشخوص الموجودة في الخلفية اليمنى إلى ليونيداس ، مما يشير إلى أن جنوده يعتبروه إلهيًا. تساهم شخصيته المثالية في هذه الفكرة أيضًا ، حيث تنقل فكرة قوته وشجاعته خلال هذه المعركة. يساهم الرأس الذهبي المطرز والخوذة الفاخرة والدرع الضخم في تعزيز فكرة مكانة ليونيداس العالية ودورها الأساسي في هذه المعركة.

على الجانب الأيسر ، ينحت جندي في الصخر العبارة الشهيرة (باليونانية) ، «اذهب ، يا عابر السبيل ، إلى سبارتا , وأذكر خبرنا / طوعاً لقانونها سقطنا» ، موضحًا أن ليونيداس وأسبرطة يعرفوا مصيرهم وهم مستعدون للموتون باسم بلادهم. 

تفاصيل
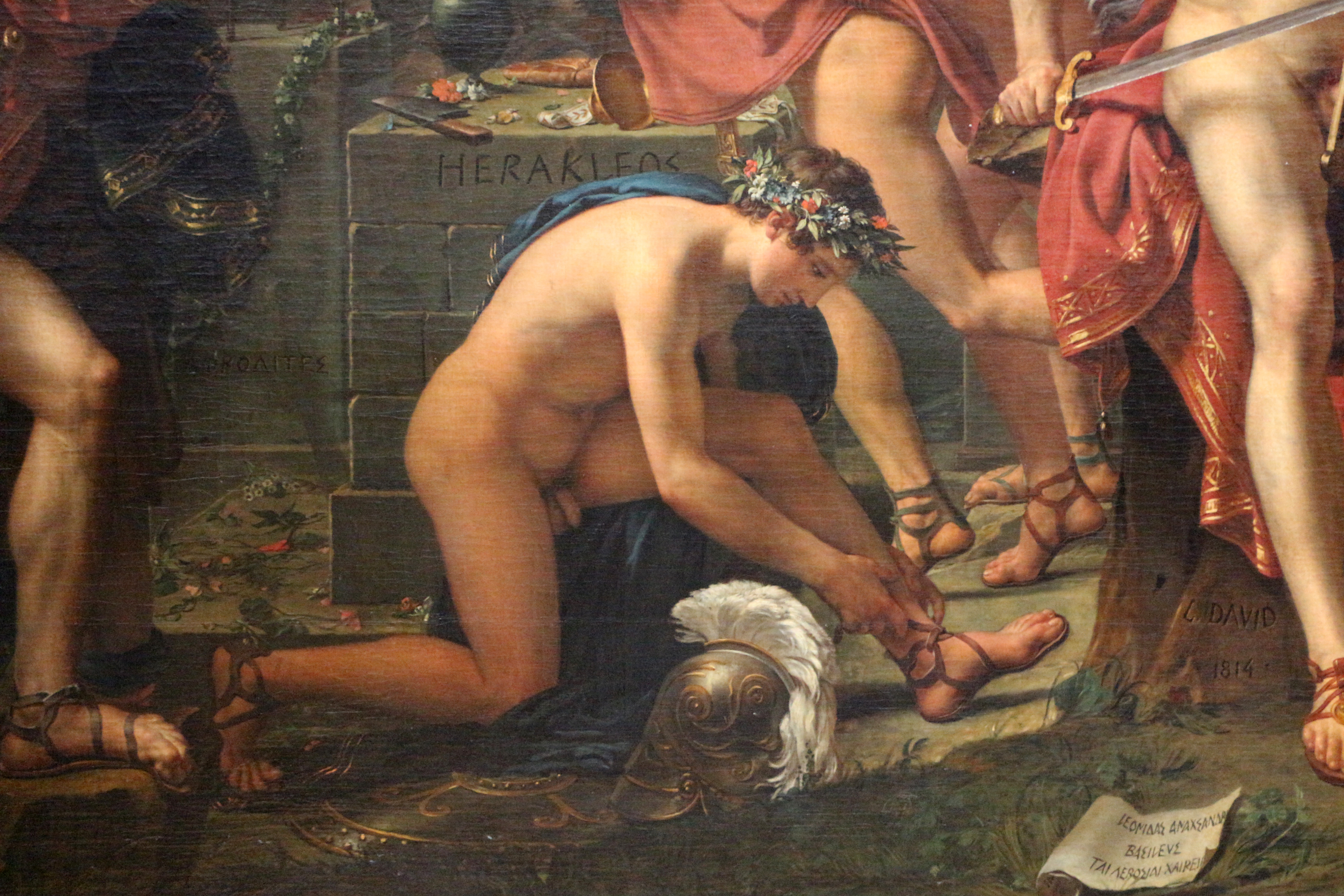
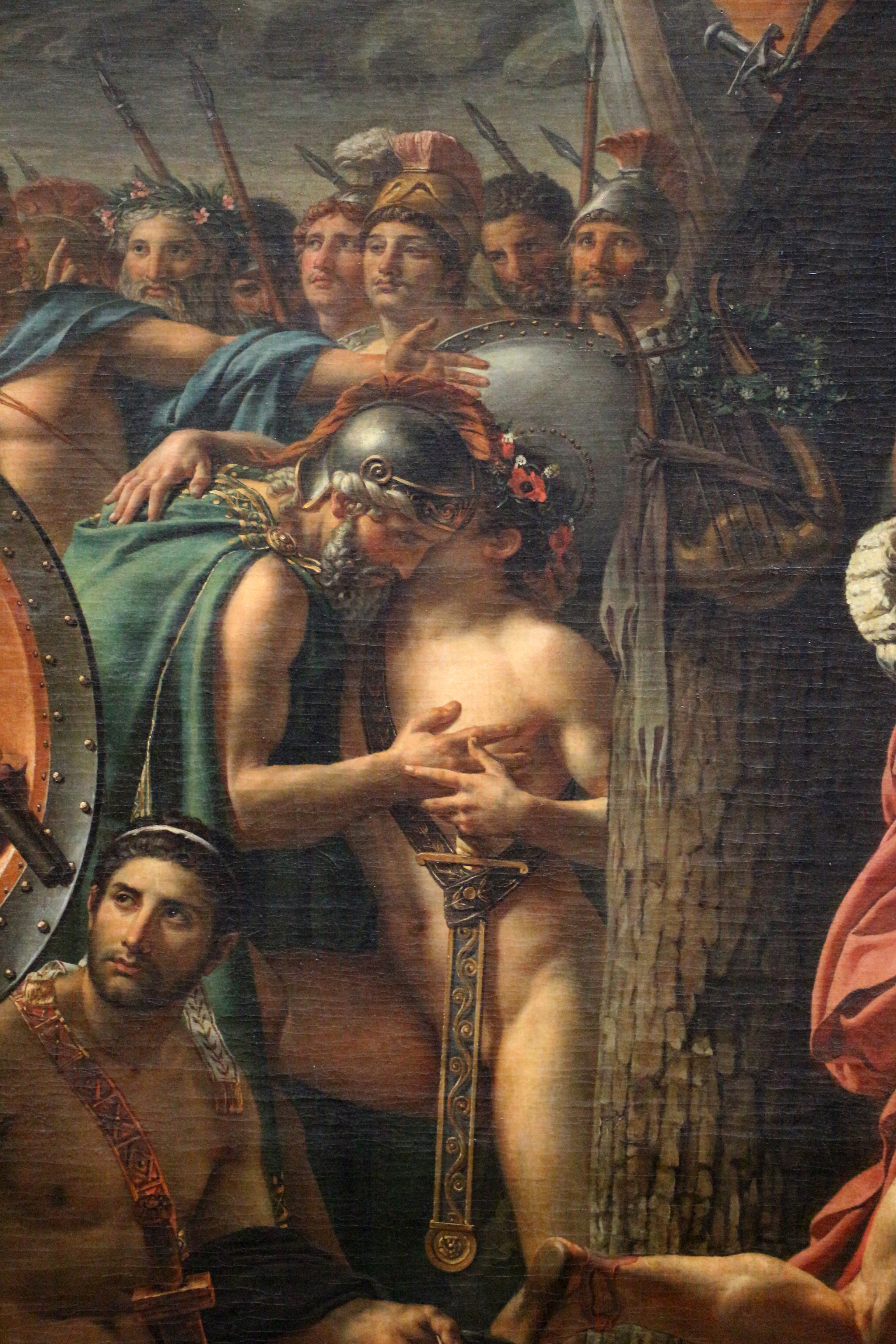
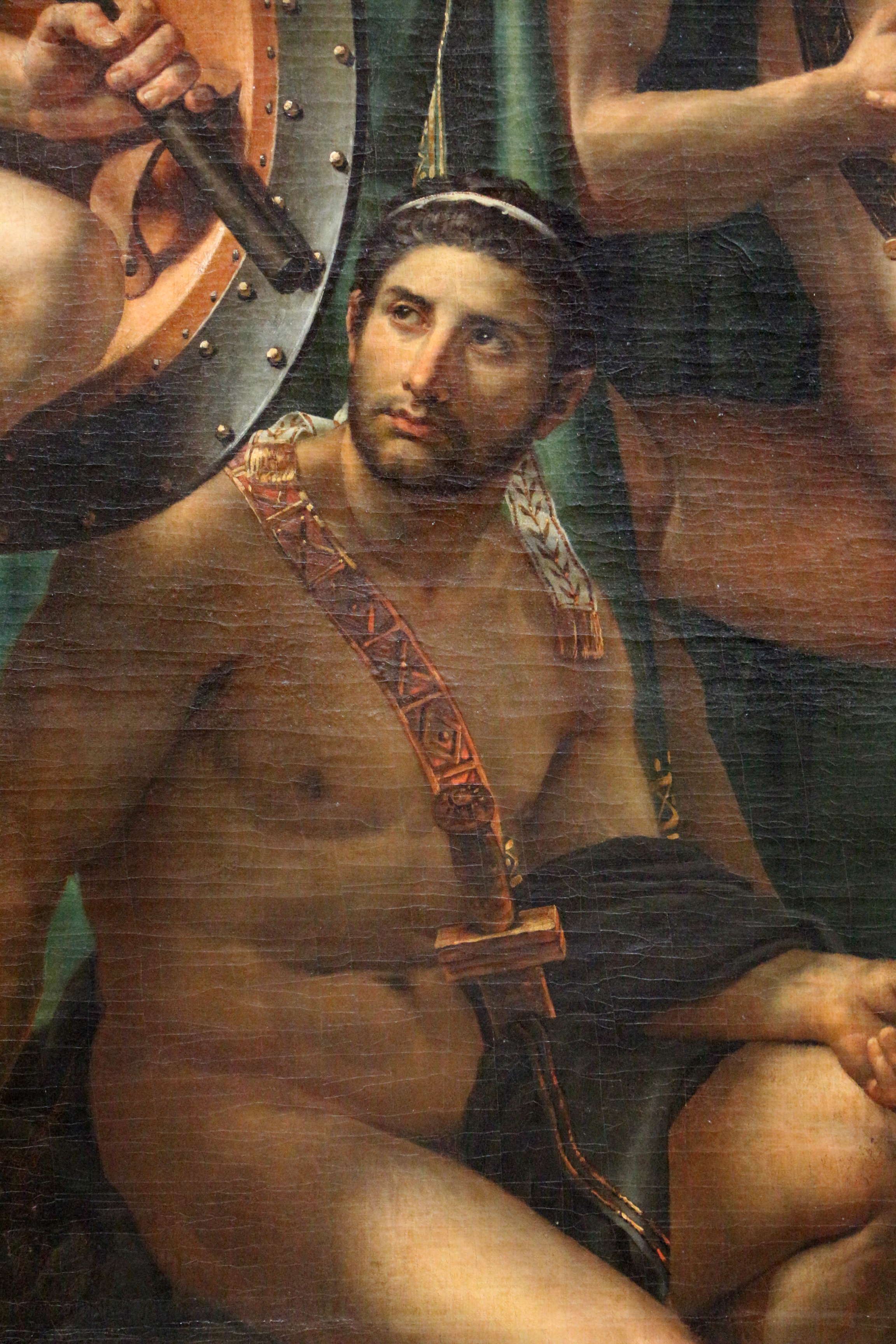
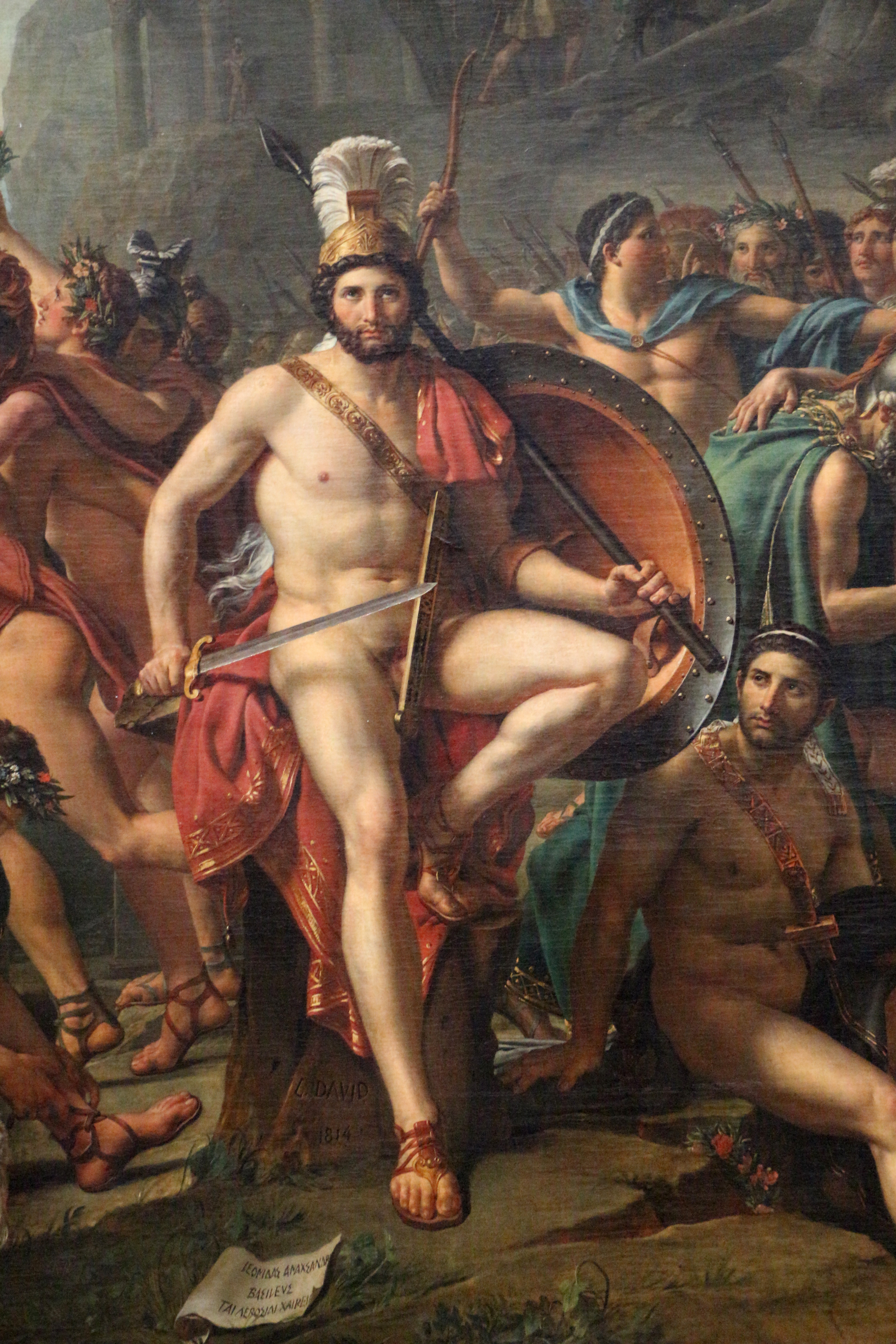
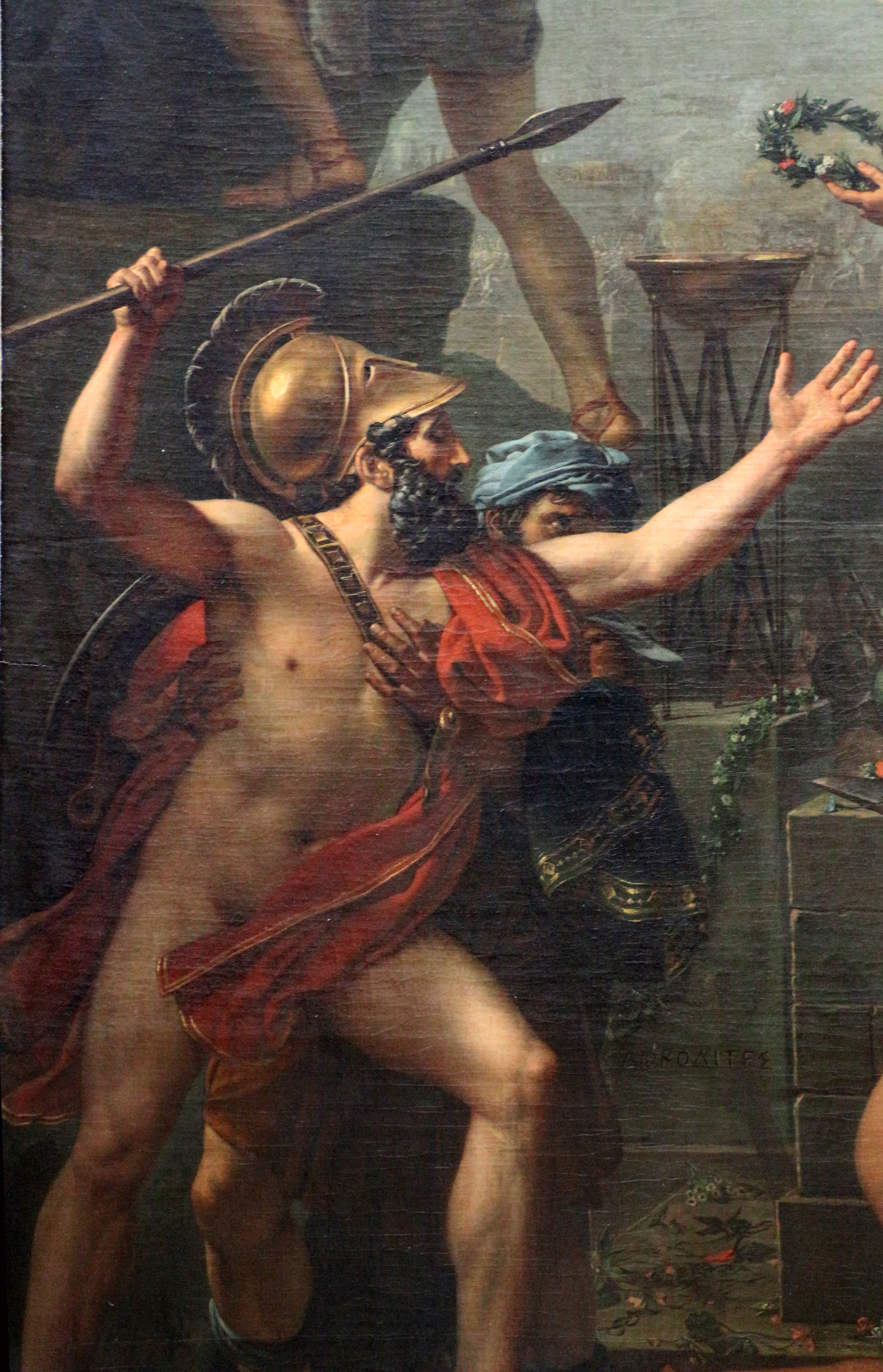
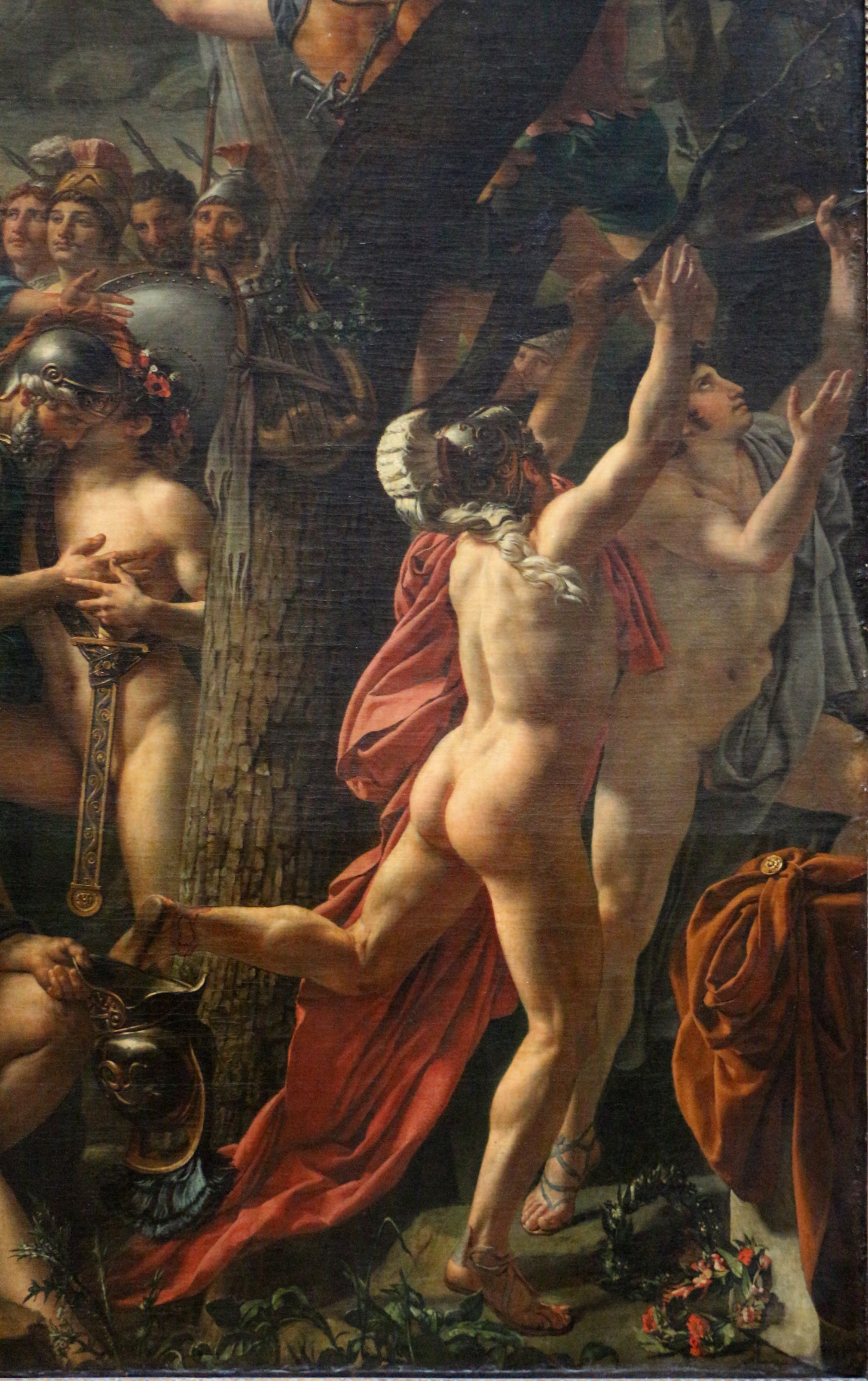
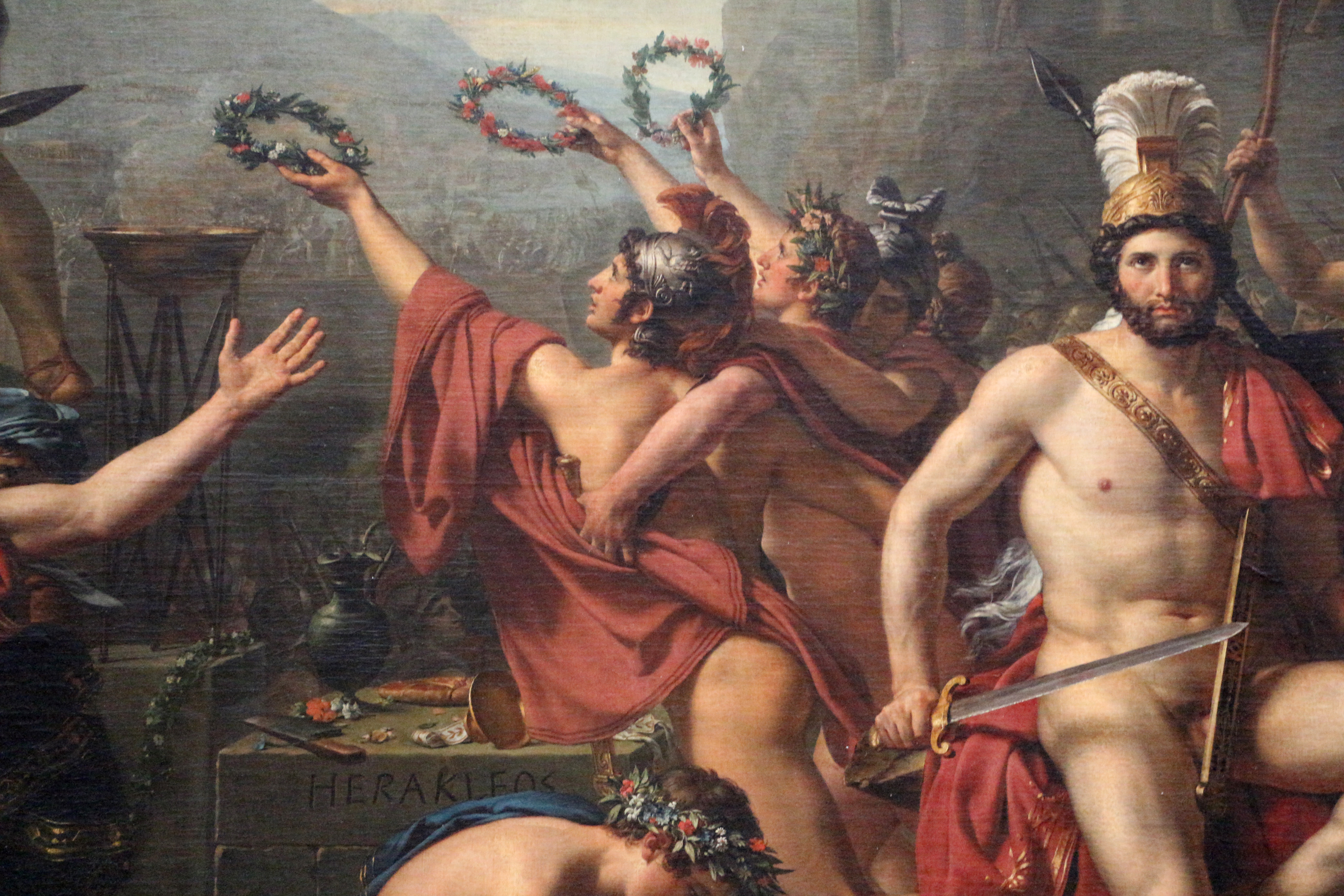

## الرسام

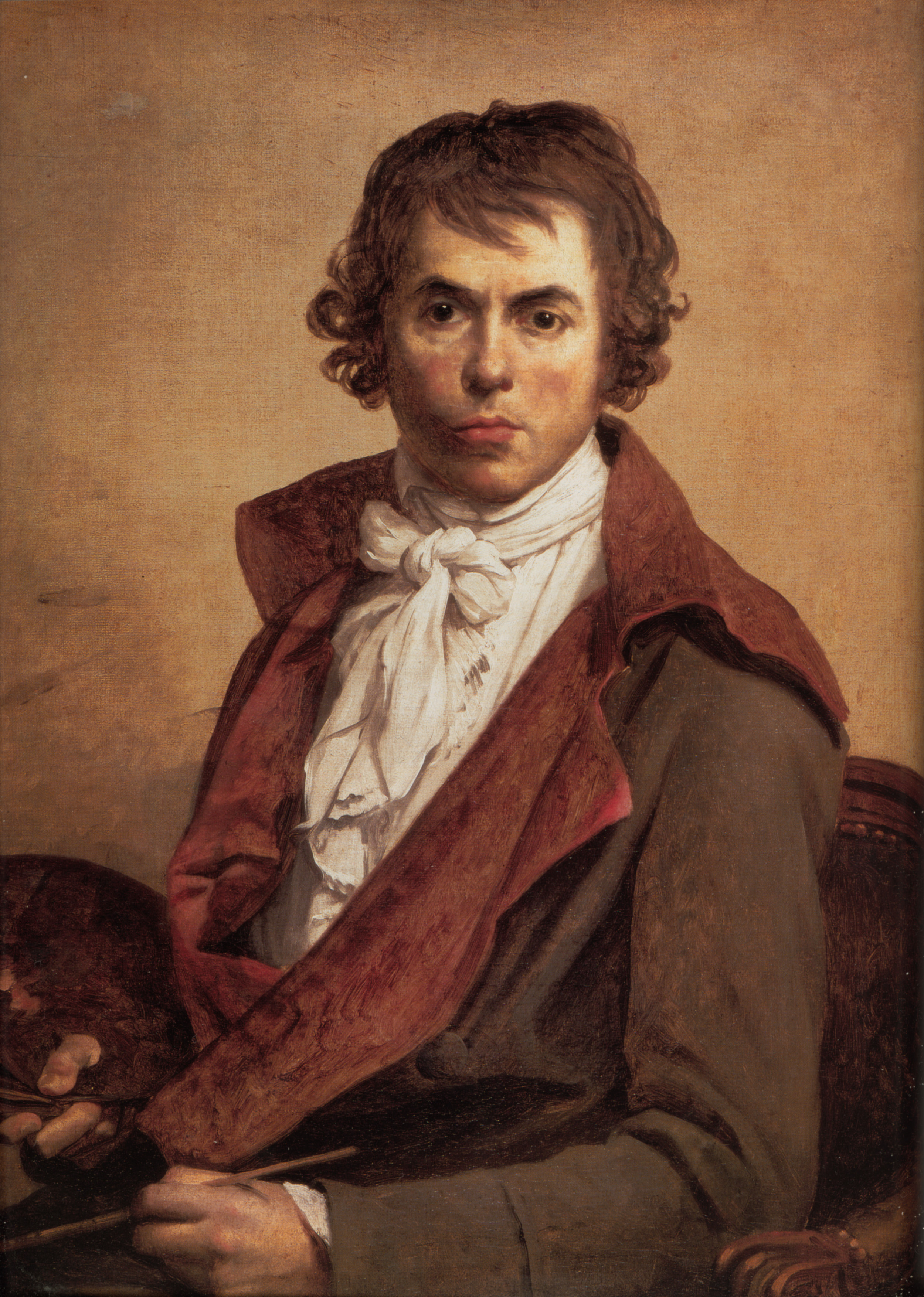
جاك لويس ديفيد

جاك لويس ديفيد (ولد في 30 أغسطس 1748 في باريس وتوفي في 29 ديسمبر 1825 في بروكسل). رسام فرنسي يعتبر زعيم الحركة الكلاسيكية الجديدة ، التي كان بنفسه يمثل أسلوبها التصويري. لقد انفصل عن الأسلوب الشجاع والمتحرر لرسومات الروكوكو في القرن الثامن عشر التي مثلها في ذلك الوقت فرانسوا باوتشر وكارل فان لو ، وادعى تراث نيكولا بوسان الكلاسيكية والمثل الجمالية اليونانية والرومانية ، من خلال السعي ، وفقًا لصيغته الخاصة ، «لتجديد الفنون من خلال تطوير لوحة يمكن للكلاسيكيات اليونانية والرومانية أن تأخذها من دون تردد». 